# Orrskär (Lemland, Åland)
Orrskär är en ö i Åland (Finland). Den ligger i Skärgårdshavet eller Ålands hav och i kommunen Lemland i landskapet Åland, i den sydvästra delen av landet. Ön ligger nära Mariehamn och omkring 280 kilometer väster om Helsingfors.
Öns area är 6,3 hektar och dess största längd är 440 meter i nord-sydlig riktning.